# Vélovoie des lacs
La Vélovoie des lacs est une piste cyclable située entre les villes de Saint-Julien-les-Villas et Dienville et créée le 11 juillet 2003 par le Conseil général de l'Aube.

## Généralités
Sur un parcours de 42 km, cette vélovoie part du sud-est de l’agglomération troyenne et circule en direction des lacs de la Forêt d’Orient. Elle est compatible avec tous les types d’usagers.

## Historique et création
La vélovoie des lacs est née à l’initiative du Conseil général de l'Aube à la fin des années 1990. Le projet a démarré à partir du 18 janvier 1999. Les travaux, qui ont débuté le 11 avril 2001, se sont achevés durant l'année 2003.
La vélovoie a été officiellement ouverte à la circulation le 11 juillet 2003. Son inauguration a eu lieu le 13 septembre 2003. Le coût total de cette vélovoie est de 2,2 millions d’euros.

## Communes desservies
- Saint-Julien-les-Villas
- Menois
- Courteranges
- Lusigny-sur-Barse
- Géraudot
- Dienville

## Lacs desservis
- Lac d'Orient
- Lacs Amance et du Temple